# Ульман Едуард Анатолійович
Едуард Анатолійович Ульман (нар. 24 червня 1973, Новосибірськ, Російська РФСР, СРСР — травень 2024 ?, Україна)— російський військовослужбовець. Капітан спецназу Головного розвідувального управління. Вироком Північно-Кавказького окружного військового суду визнано винним у вбивстві шести мирних жителів Чечні, однак покарання не відбував, оскільки втік до винесення вироку. Був оголошений у федеральний розшук. Місцезнаходження наразі невідоме. За версією журналу «Холод» брав участь у російсько-українській війні. 3 травня 2024 року газета «Нова Бурятія» повідомила про загибель Едуарда Ульмана на Донбасі. Час, місце та обставини загибелі не розголошуються.
За іншою інформацією капітан Ульман загинув у 2020 році.

## Біографія
Народився 1973 року в родині інженера. Закінчив Новосибірське вище військово-політичне загальновійськове училище (НВВПОУ) (1994).
У 1994 році був взятий на службу до спецназу ГРУ.

## Справа Ульмана

### Хроніка подій
Відповідно до статті 2007 року Ірини Дедюхової з мережевого видання «Полярна зірка» та статті 2005 року Вадима Речкалова з «Московського комсомольця», 10 січня 2002 року командувач Об'єднаного угруповання збройних сил генерал-лейтенант Володимир Молтенський підписав директиву № 3/02772 про проведення операції у Шатойському районі Чечні. Метою операції було затримання польового командира Хаттаба, який, за наявною оперативною інформацією, переховувався в селі Дай разом із загоном з 15 осіб.
Безпосереднім керівником операції було призначено заступника Молтенського з повітряно-десантних військ полковника Володимира Плотнікова, якого було переведено до Чечні з Москви, з оперативного штабу ВДВ, за два тижні до операції, наприкінці грудня 2001 року.
Населені пункти планувалося блокувати Об'єднаним угрупуванням збройних сил, а для перехоплення груп бойовиків, які б вирвалися з оточення, були направлені розвідгрупи спецназу.
11 січня 2002 року група № 513 зі складу 691-го окремого загону спеціального призначення 67-ї окремої бригади спеціального призначення у складі 12 осіб під командуванням Едуарда Ульмана десантувалася за 3 км на південний схід від Дая, неподалік від села Циндой і організувала засідку в зруйнованій кошарі за 5 метрів від дороги Дай — Цинда, що веде до Грузії.
За спогадами свідка, старшого сержанта Едуарда Попова, що знаходився в групі Ульмана, при появі машини з постраждалими «Ульман вибіг на дорогу і помахом руки наказав зупинитися „УАЗику“. Машина не тільки не зупинилася, а спробувала збити Ульмана, після чого він відскочив убік, зробив попереджувальний постріл, машина продовжила рух, і лише згодом дав команду стріляти».
Під час огляду автомашини у ній було виявлено 6 людей, п'ятьох чоловіків та одну жінку. Один пасажир (Саїд-Магомед Аласханов) внаслідок обстрілу загинув, двоє (водій Хамзат Тубуров та пасажир Абдулвахаб Сатабаєв) отримали вогнепальні поранення.
Вивівши з машини п'ятьох затриманих (водія Х. Тубурова і громадян А. А. Сатабаєва, З. Джаватханова, Ш. Бахаєва та Д. Мусаєва, що їхали з ним до селища Нохч-Келой), військові надали першу медичну допомогу пораненим Тубурову та Сатабаєву, після чого за наказом Ульмана перевели затриманих у прилеглу балку і залишили там під охороною. Зброї та боєприпасів в обстріляному автомобілі не виявилося.
Одразу після затримання Ульман доповів обстановку до штабу, запросив евакуацію поранених та повідомив паспортні дані затриманих. За наказом зі штабу його розкриту групу було переведено в режим звичайного блок-поста . До заходу сонця група зупинила (на цей раз без застосування зброї) ще три автомобілі місцевих жителів, які після огляду та перевірки документів було відпущено. Пізно ввечері майор Олексій Перелевський передав наказ знищити тих, що залишилися живими. Ульман тричі просив повторити наказ, востаннє прослухавши його всім бійцям свого підрозділу, але наказ був підтверджений. Після цього Ульман наказав лейтенанту Олександру Калаганському та прапорщику Володимиру Воєводіну розстріляти затриманих. Потім трупи були завантажені до УАЗу, який облили бензином і підпалили. Після цього штаб запитали про шляхи відходу, але будь-який оперативний зв'язок з Ульманом та його групою було припинено. Того ж вечора група спецназу дісталася штабу, де Ульман особисто доповів полковнику Плотникову про знищення затриманих.
Оскільки групу спецназу було демасковано командуванням, жодного секрету в тому, хто знищив пасажирів УАЗу, для місцевих жителів не було. 13 січня 2002 року до частини, де був капітан Ульман зі своєю групою, з'явилися озброєні чеченські міліціонери з вимогою видати їм групу спецназу. Збройного зіткнення вдалося уникнути, оскільки командування військових поспішно заявило, що групу спецназу буде віддано під суд.
14 січня 2002 року капітан Едуард Ульман, лейтенант Олександр Калаганський, прапорщик Володимир Воєводін та оперативний офіцер майор Олексій Перелевський, який перебував на тимчасовому пункті управління операцією штабу та передав наказ групі про ліквідацію, було заарештовано. Ульману, Калаганському та Воєводіну було пред'явлено звинувачення у вбивстві, майору Перелевському — у перевищенні повноважень.

### Інші версії
Згідно з інформацією Олени Строїтельової з газети «Известия», слідство встановило, що 11 січня 2002 року група спецназу під командуванням Ульмана розстріляла шістьох чеченців.
За даними журналістського розслідування Ганни Політковської з «Нової газети», 11 січня 2002 року Ульман із підлеглими десантувалися з повітря на пошуки пораненого Хаттаба. На гірській дорозі з райцентру Шатой десантники вбили «шість людей, що потрапили на шляху». Військовий комендант Шатойського району, начальник військової розвідки майор Віталій Невмержицький, натрапивши на «самостійний крематорій», викликав прокурорів із Шатоя. Вбитими виявилися:
- Зайнап Джаватханова, 41-річна мати сімох дітей, яка чекала на восьмого, інвалід другої групи, село Нохчі-Келой;
- Саїд-Магомед Аласханов, 68-річний директор сільської школи, село Нохчі-Келой;
- Абдул-Вахаб Сатабаєв, завуч, село Нохчі-Келой;
- Шахбан Бахаєв, лісник, село Нохчі-Келой;
- Хамзат Тубуров, водій, село Дая;
- Магомед Мусаєв, 22-річний племінник Джаватханової, село Старі Атаги.[13]

За інформацією Людмили Тихомирової, адвокатки родичів загиблого Хамзата Тубурова, водій не встиг підкоритися наказу десантників зупинитися, і десантники відкрили вогонь на поразку. Директора школи було вбито відразу, ще двох пасажирів було поранено. Їм було надано медичну допомогу.
Едуард Ульман доповів офіцеру зв'язку майору Перелевському.
Адвокат прапорщика Воєводіна Микола Остроух повідомив, що Перелевський доповів полковнику Плотнікову, після чого Перелевський наказав стріляти на знищення. За свідченнями самовидця Миколи Епова, який перебував у наметі з Перелевським, Перелевський порадився з «якимось полковником з вусами та у валянках», який заявив: «Полонених не брати». За інформацією свідка Олександра Крупльова, керівниками операції були полковники Плотніков і Золотарьов. Десантники спробували висадити в повітря машину, потім облили трупи бензином і підпалили.

### Судові процеси

#### Перший процес (2004)
29 квітня 2004 року суд присяжних виправдав групу Ульмана, вважаючи, що вони не мали права порушити наказ командира. Це рішення було підтверджено вердиктом суду 11 травня. Проте потерпілі оскаржили вирок і військова колегія Верховного суду Росії скасувала його, мотивувавши своє рішення тим, що громадяни Надія Ананьєва, В'ячеслав Єфімов, Тамара Ізотова та Микола Степанов були включені до списку присяжних, оминаючи закон.
Згідно з військовою колегією Верховного суду, капітан Ульман отримав несвоєчасне повідомлення про наближення автомобіля, не встиг зупинити його і перевищив повноваження, наказавши відкрити стрілянину і почавши стріляти сам.

#### Другий процес (2005)
19 травня 2005 року присяжні знову виправдали військовослужбовців, одноголосно визнавши їх невинними.
Рішення другого суду присяжних викликало масові акції протесту в Ічкерії. Зокрема, у Грозному відбувся багатотисячний мітинг. Влада Чеченської Республіки також домагалася перегляду справи.
Наприкінці серпня військова колегія Верховного суду Росії знову скасувала виправдувальний вирок.

#### Третій процес (2005—2006)
У листопаді 2005 року розпочався третій розгляд справи. Слухання було припинено у лютому 2006 року у зв'язку із запитом президента Чеченської Республіки Алі Алханова до Конституційного суду РФ. У запиті оскаржувалися норми федерального законодавства, виходячи з яких справа розглядалося військовим судом без участі присяжних засідателів із Чечні. 6 квітня Конституційний суд ухвалив, що до запровадження у Чечні судів присяжних справ за особливо тяжкими злочинами військовослужбовців мають розглядатися суддями без участі присяжних.
На цій стадії вступив адвокат Мурад Мусаєв, який представляв сім'ї вбитих жителів Чеченської Республіки.
6 червня президія Верховного суду РФ ухвалила, що справа Ульмана розглядатиметься трьома професійними суддями, і повернула його на новий розгляд зі стадії комплектування колегії присяжних.
Депутати КПРФ Новосибірської обласної ради виступали проти проведення третього процесу, стверджуючи, що вже було винесено два виправдувальні вироки, які були скасовані з порушеннями федеральних законів.

#### Четвертий процес (2006—2007)
21 серпня 2006 року у Північно-Кавказькому військовому окружному суді розпочалися попередні слухання на четвертому судовому процесі у справі Ульмана.
4 квітня 2007 року представник прокуратури вимагав визнати військовослужбовців винними у вбивствах мирних жителів Чечні та засудити: Ульмана та Перелевського до 23 років позбавлення волі, Воєводина — до 19 років, Калаганського — до 18 років. Крім того, держобвинувач зажадав позбавити обвинувачених військових звань та державних нагород та зобов'язати виплатити потерпілим компенсацію моральної шкоди у сумі одного мільйона рублів кожному.
13 квітня, після того як Ульман, Воєводін і Калаганський двічі не з'явилися до суду, вони були оголошені у федеральний розшук. Крім того, суд ухвалив змінити їм запобіжний захід з підписки про невиїзд на взяття під варту.
Також 13 квітня було висунуто припущення, що Ульмана викрали чеченські бойовики. З того часу його місцезнаходження невідоме.
14 червня Північно-Кавказький окружний військовий суд у Ростові-на-Дону засудив Олексія Перелевського до 9 років ув'язнення з відбуванням покарання в колонії суворого режиму. Троє інших спецназівців не були присутні у залі суду та були засуджені заочно. Зокрема, капітана Едуарда Ульмана визнано винним у вбивстві, перевищенні службових повноважень та навмисному знищенні майна та заочно засуджено на 14 років позбавлення волі з відбуванням покарання в колонії суворого режиму. На 11 років засуджено лейтенанта Олександра Калаганського, на 12 років — прапорщика запасу Володимира Воєводіна.